# Charlotte Petersen
Charlotte Petersen (født 1964) er en tidligere dansk elitesvømmer, som svømmede for Albertslund Idrætsforening og Lyngby Kammeraternes Idrætsforening. Hun var i slutningen af 1970'erne og begyndelsen af 1980'erne indehaver af flere danske rekorder på de længere crawldistancer.
Charlotte Petersen bor i dag2012 i Saint Petersburg, Florida, USA.

## Personlige rekorder[2][3]
Langbane
- 100 meter crawl 58,30 1980
- 200 meter crawl 2.04,80 1980
- 400 meter crawl: 4.20,49 1980
- 800 meter crawl: 8.58,27 1980
- 1500 meter crawl: 17.54,60 1980
- 200 meter rygcrawl: 2.28,05 1980

Kortbane
- 200 meter crawl: 2.02,70
- 400 meter crawl: 4.15,17 1980
- 800 meter crawl: 8.44,6 1980
- 1500 meter crawl: 16.40,99 Borlänge, Sverige. 16. januar 1981